# United Rentals Work United 500 2023
De United Rentals Work United 500 2023 was een NASCAR Cup Series race gehouden op 12 maart 2023 op Phoenix Raceway in Avondale, Arizona. Er werd gestreden over 317 ronden, verlengd van 312 ronden vanwege een overtime finish, op de 1,6 km oval, en het was de vierde race van het NASCAR Cup Series seizoen 2023.

## Achtergrond
Phoenix Raceway is een 1-mijls, low-banked tri-oval racecircuit gelegen in Avondale, Arizona, nabij Phoenix. Het motorsportcircuit werd in 1964 geopend en is momenteel jaarlijks gastheer van twee NASCAR-raceweekenden, waaronder de laatste kampioenschapsrace sinds 2020. Phoenix Raceway is ook gastheer geweest van de CART, IndyCar Series, USAC en het WeatherTech SportsCar Championship. De raceway is momenteel eigendom van NASCAR en wordt geëxploiteerd door NASCAR.

## Inschrijvingen
- (R) staat voor een rookie.
- (i) staat voor een coureur die niet in aanmerking komt voor punten.

| No.   | Coureur             | Team                     | Motor     |
| ----- | ------------------- | ------------------------ | --------- |
| 1     | Ross Chastain       | Trackhouse Racing Team   | Chevrolet |
| 2     | Austin Cindric      | Team Penske              | Ford      |
| 3     | Austin Dillon       | Richard Childress Racing | Chevrolet |
| 4     | Kevin Harvick       | Stewart-Haas Racing      | Ford      |
| 5     | Kyle Larson         | Hendrick Motorsports     | Chevrolet |
| 6     | Brad Keselowski     | RFK Racing               | Ford      |
| 7     | Corey LaJoie        | Spire Motorsports        | Chevrolet |
| 8     | Kyle Busch          | Richard Childress Racing | Chevrolet |
| 9     | Josh Berry (i)      | Hendrick Motorsports     | Chevrolet |
| 10    | Aric Almirola       | Stewart-Haas Racing      | Ford      |
| 11    | Denny Hamlin        | Joe Gibbs Racing         | Toyota    |
| 12    | Ryan Blaney         | Team Penske              | Ford      |
| 14    | Chase Briscoe       | Stewart-Haas Racing      | Ford      |
| 15    | Todd Gilliland      | Rick Ware Racing         | Ford      |
| 16    | A. J. Allmendinger  | Kaulig Racing            | Chevrolet |
| 17    | Chris Buescher      | RFK Racing               | Ford      |
| 19    | Martin Truex Jr.    | Joe Gibbs Racing         | Toyota    |
| 20    | Christopher Bell    | Joe Gibbs Racing         | Toyota    |
| 21    | Harrison Burton     | Wood Brothers Racing     | Ford      |
| 22    | Joey Logano         | Team Penske              | Ford      |
| 23    | Bubba Wallace       | 23XI Racing              | Toyota    |
| 24    | William Byron       | Hendrick Motorsports     | Chevrolet |
| 31    | Justin Haley        | Kaulig Racing            | Chevrolet |
| 34    | Michael McDowell    | Front Row Motorsports    | Ford      |
| 38    | Zane Smith (i)      | Front Row Motorsports    | Ford      |
| 41    | Ryan Preece         | Stewart-Haas Racing      | Ford      |
| 42    | Noah Gragson (R)    | Legacy Motor Club        | Chevrolet |
| 43    | Erik Jones          | Legacy Motor Club        | Chevrolet |
| 45    | Tyler Reddick       | 23XI Racing              | Toyota    |
| 47    | Ricky Stenhouse Jr. | JTG Daugherty Racing     | Chevrolet |
| 48    | Alex Bowman         | Hendrick Motorsports     | Chevrolet |
| 51    | Cody Ware           | Rick Ware Racing         | Ford      |
| 54    | Ty Gibbs (R)        | Joe Gibbs Racing         | Toyota    |
| 77    | Ty Dillon           | Spire Motorsports        | Chevrolet |
| 78    | B. J. McLeod        | Live Fast Motorsports    | Chevrolet |
| 99    | Daniel Suárez       | Trackhouse Racing Team   | Chevrolet |
| Bron: |                     |                          |           |

## Classificatie

### Training
Kyle Larson was de snelste in de training met een tijd van 27,427 seconden en een snelheid van 211,239 km/u.
| Pos.  | No. | Coureur     | Team                 | Motor     | Tijd   | Snelheid |
| ----- | --- | ----------- | -------------------- | --------- | ------ | -------- |
| 1     | 5   | Kyle Larson | Hendrick Motorsports | Chevrolet | 27.427 | 131.258  |
| 2     | 12  | Ryan Blaney | Team Penske          | Ford      | 27.459 | 131.105  |
| 3     | 48  | Alex Bowman | Hendrick Motorsports | Chevrolet | 27.539 | 130.724  |
| Bron: |     |             |                      |           |        |          |

### Kwalificatie
Kyle Larson scoorde de pole voor de race met een tijd van 27,642 en een snelheid van 209,596 km/u.
| Pos.  | No. | Coureur             | Team                     | Motor     | R1     | R2     |
| ----- | --- | ------------------- | ------------------------ | --------- | ------ | ------ |
| 1     | 5   | Kyle Larson         | Hendrick Motorsports     | Chevrolet | 27.324 | 27.642 |
| 2     | 11  | Denny Hamlin        | Joe Gibbs Racing         | Toyota    | 27.634 | 27.707 |
| 3     | 24  | William Byron       | Hendrick Motorsports     | Chevrolet | 27.553 | 27.709 |
| 4     | 6   | Brad Keselowski     | RFK Racing               | Ford      | 27.633 | 27.743 |
| 5     | 20  | Christopher Bell    | Joe Gibbs Racing         | Toyota    | 27.632 | 27.782 |
| 6     | 1   | Ross Chastain       | Trackhouse Racing Team   | Chevrolet | 27.656 | 27.822 |
| 7     | 34  | Michael McDowell    | Front Row Motorsports    | Ford      | 27.644 | 27.867 |
| 8     | 12  | Ryan Blaney         | Team Penske              | Ford      | 27.642 | 27.899 |
| 9     | 8   | Kyle Busch          | Richard Childress Racing | Chevrolet | 27.623 | 27.918 |
| 10    | 43  | Erik Jones          | Legacy Motor Club        | Chevrolet | 27.556 | 27.933 |
| 11    | 99  | Daniel Suárez       | Trackhouse Racing Team   | Chevrolet | 27.660 | —      |
| 12    | 45  | Tyler Reddick       | 23XI Racing              | Toyota    | 27.666 | —      |
| 13    | 19  | Martin Truex Jr.    | Joe Gibbs Racing         | Toyota    | 27.667 | —      |
| 14    | 54  | Ty Gibbs (R)        | Joe Gibbs Racing         | Toyota    | 27.671 | —      |
| 15    | 4   | Kevin Harvick       | Stewart-Haas Racing      | Ford      | 27.683 | —      |
| 16    | 22  | Joey Logano         | Team Penske              | Ford      | 27.700 | —      |
| 17    | 9   | Josh Berry (i)      | Hendrick Motorsports     | Chevrolet | 27.716 | —      |
| 18    | 48  | Alex Bowman         | Hendrick Motorsports     | Chevrolet | 27.723 | —      |
| 19    | 23  | Bubba Wallace       | 23XI Racing              | Toyota    | 27.750 | —      |
| 20    | 2   | Austin Cindric      | Team Penske              | Ford      | 27.753 | —      |
| 21    | 17  | Chris Buescher      | RFK Racing               | Ford      | 27.757 | —      |
| 22    | 16  | A. J. Allmendinger  | Kaulig Racing            | Chevrolet | 27.762 | —      |
| 23    | 47  | Ricky Stenhouse Jr. | JTG Daugherty Racing     | Chevrolet | 27.766 | —      |
| 24    | 14  | Chase Briscoe       | Stewart-Haas Racing      | Ford      | 27.779 | —      |
| 25    | 41  | Ryan Preece         | Stewart-Haas Racing      | Ford      | 27.784 | —      |
| 26    | 31  | Justin Haley        | Kaulig Racing            | Chevrolet | 27.870 | —      |
| 27    | 21  | Harrison Burton     | Wood Brothers Racing     | Ford      | 27.974 | —      |
| 28    | 7   | Corey LaJoie        | Spire Motorsports        | Chevrolet | 27.988 | —      |
| 29    | 15  | Todd Gilliland      | Rick Ware Racing         | Ford      | 28.042 | —      |
| 30    | 3   | Austin Dillon       | Richard Childress Racing | Chevrolet | 28.058 | —      |
| 31    | 10  | Aric Almirola       | Stewart-Haas Racing      | Ford      | 28.084 | —      |
| 32    | 42  | Noah Gragson (R)    | Legacy Motor Club        | Chevrolet | 28.140 | —      |
| 33    | 78  | B. J. McLeod        | Live Fast Motorsports    | Chevrolet | 28.194 | —      |
| 34    | 38  | Zane Smith (i)      | Front Row Motorsports    | Ford      | 28.324 | —      |
| 35    | 77  | Ty Dillon           | Spire Motorsports        | Chevrolet | 28.752 | —      |
| 36    | 51  | Cody Ware           | Rick Ware Racing         | Ford      | 28.854 | —      |
| Bron: |     |                     |                          |           |        |        |

### Race

#### Stage 1
Alleen de top 10 weergeven. 60 rondes.
| Pos.  | No. | Coureur          | Team                     | Motor     | Ptn. |
| ----- | --- | ---------------- | ------------------------ | --------- | ---- |
| 1     | 24  | William Byron    | Hendrick Motorsports     | Chevrolet | 10   |
| 2     | 5   | Kyle Larson      | Hendrick Motorsports     | Chevrolet | 9    |
| 3     | 11  | Denny Hamlin     | Joe Gibbs Racing         | Toyota    | 8    |
| 4     | 20  | Christopher Bell | Joe Gibbs Racing         | Toyota    | 7    |
| 5     | 45  | Tyler Reddick    | 23XI Racing              | Toyota    | 6    |
| 6     | 12  | Ryan Blaney      | Team Penske              | Ford      | 5    |
| 7     | 1   | Ross Chastain    | Trackhouse Racing Team   | Chevrolet | 4    |
| 8     | 4   | Kevin Harvick    | Stewart-Haas Racing      | Ford      | 3    |
| 9     | 6   | Brad Keselowski  | RFK Racing               | Ford      | 2    |
| 10    | 8   | Kyle Busch       | Richard Childress Racing | Chevrolet | 1    |
| Bron: |     |                  |                          |           |      |

#### Stage 2
Alleen de top 10 weergeven. 125 rondes.
| Pos.  | No. | Coureur          | Team                   | Motor     | Ptn. |
| ----- | --- | ---------------- | ---------------------- | --------- | ---- |
| 1     | 5   | Kyle Larson      | Hendrick Motorsports   | Chevrolet | 10   |
| 2     | 24  | William Byron    | Hendrick Motorsports   | Chevrolet | 9    |
| 3     | 4   | Kevin Harvick    | Stewart-Haas Racing    | Ford      | 8    |
| 4     | 6   | Brad Keselowski  | RFK Racing             | Ford      | 7    |
| 5     | 45  | Tyler Reddick    | 23XI Racing            | Toyota    | 6    |
| 6     | 11  | Denny Hamlin     | Joe Gibbs Racing       | Toyota    | 5    |
| 7     | 20  | Christopher Bell | Joe Gibbs Racing       | Toyota    | 4    |
| 8     | 12  | Ryan Blaney      | Team Penske            | Ford      | 3    |
| 9     | 1   | Ross Chastain    | Trackhouse Racing Team | Chevrolet | 2    |
| 10    | 14  | Chase Briscoe    | Stewart-Haas Racing    | Ford      | 1    |
| Bron: |     |                  |                        |           |      |

#### Stage 3 / definitieve resultaten
127 rondes
| Pos.  | Grid | No. | Coureur             | Team                     | Motor     | Rondes | Ptn. |
| ----- | ---- | --- | ------------------- | ------------------------ | --------- | ------ | ---- |
| 1     | 3    | 24  | William Byron       | Hendrick Motorsports     | Chevrolet | 317    | 59   |
| 2     | 8    | 12  | Ryan Blaney         | Team Penske              | Ford      | 317    | 43   |
| 3     | 12   | 45  | Tyler Reddick       | 23XI Racing              | Toyota    | 317    | 46   |
| 4     | 1    | 5   | Kyle Larson         | Hendrick Motorsports     | Chevrolet | 317    | 52   |
| 5     | 15   | 4   | Kevin Harvick       | Stewart-Haas Racing      | Ford      | 317    | 43   |
| 6     | 5    | 20  | Christopher Bell    | Joe Gibbs Racing         | Toyota    | 317    | 42   |
| 7     | 24   | 14  | Chase Briscoe       | Stewart-Haas Racing      | Ford      | 317    | 31   |
| 8     | 9    | 8   | Kyle Busch          | Richard Childress Racing | Chevrolet | 317    | 30   |
| 9     | 18   | 48  | Alex Bowman         | Hendrick Motorsports     | Chevrolet | 317    | 28   |
| 10    | 17   | 9   | Josh Berry (i)      | Hendrick Motorsports     | Chevrolet | 317    | 0    |
| 11    | 16   | 22  | Joey Logano         | Team Penske              | Ford      | 317    | 26   |
| 12    | 25   | 41  | Ryan Preece         | Stewart-Haas Racing      | Ford      | 317    | 25   |
| 13    | 7    | 34  | Michael McDowell    | Front Row Motorsports    | Ford      | 317    | 24   |
| 14    | 19   | 23  | Bubba Wallace       | 23XI Racing              | Toyota    | 317    | 23   |
| 15    | 21   | 17  | Chris Buescher      | RFK Racing               | Ford      | 317    | 22   |
| 16    | 30   | 3   | Austin Dillon       | Richard Childress Racing | Chevrolet | 317    | 21   |
| 17    | 13   | 19  | Martin Truex Jr.    | Joe Gibbs Racing         | Toyota    | 317    | 20   |
| 18    | 4    | 6   | Brad Keselowski     | RFK Racing               | Ford      | 317    | 28   |
| 19    | 23   | 47  | Ricky Stenhouse Jr. | JTG Daugherty Racing     | Chevrolet | 317    | 18   |
| 20    | 22   | 16  | A. J. Allmendinger  | Kaulig Racing            | Chevrolet | 317    | 17   |
| 21    | 10   | 43  | Erik Jones          | Legacy Motor Club        | Chevrolet | 317    | 16   |
| 22    | 11   | 99  | Daniel Suárez       | Trackhouse Racing Team   | Chevrolet | 317    | 15   |
| 23    | 2    | 11  | Denny Hamlin        | Joe Gibbs Racing         | Toyota    | 317    | 27   |
| 24    | 6    | 1   | Ross Chastain       | Trackhouse Racing Team   | Chevrolet | 317    | 19   |
| 25    | 20   | 2   | Austin Cindric      | Team Penske              | Ford      | 316    | 12   |
| 26    | 28   | 7   | Corey LaJoie        | Spire Motorsports        | Chevrolet | 316    | 11   |
| 27    | 26   | 31  | Justin Haley        | Kaulig Racing            | Chevrolet | 316    | 10   |
| 28    | 14   | 54  | Ty Gibbs (R)        | Joe Gibbs Racing         | Toyota    | 316    | 9    |
| 29    | 32   | 42  | Noah Gragson (R)    | Legacy Motor Club        | Chevrolet | 316    | 8    |
| 30    | 35   | 77  | Ty Dillon           | Spire Motorsports        | Chevrolet | 315    | 7    |
| 31    | 34   | 38  | Zane Smith (i)      | Front Row Motorsports    | Ford      | 315    | 0    |
| 32    | 29   | 15  | Todd Gilliland      | Rick Ware Racing         | Ford      | 314    | 5    |
| 33    | 31   | 10  | Aric Almirola       | Stewart-Haas Racing      | Ford      | 313    | 4    |
| 34    | 36   | 51  | Cody Ware           | Rick Ware Racing         | Ford      | 311    | 3    |
| 35    | 27   | 21  | Harrison Burton     | Wood Brothers Racing     | Ford      | 310    | 2    |
| 36    | 33   | 78  | B. J. McLeod        | Live Fast Motorsports    | Chevrolet | 50     | 1    |
| Bron: |      |     |                     |                          |           |        |      |

#### Statistieken
- Wisselingen van leiding: 10 onder 6 verschillende coureurs
- Cautions: 5 voor 35 ronden
- Rode vlaggen: 0
- Tijd van de race: 3 uur, 0 minuten en 18 seconden
- Gemiddelde snelheid: 169,771 km/u.

## Tussenstanden kampioenschap
|       | Pos | Coureur             | Punten    |
| ----- | --- | ------------------- | --------- |
| 1     | 1   | Alex Bowman         | 154       |
| 1     | 2   | Kevin Harvick       | 151 (–3)  |
| 2     | 3   | Ross Chastain       | 148 (–6)  |
| 9     | 4   | William Byron       | 144 (–10) |
| 9     | 5   | Kyle Larson         | 137 (–17) |
| 1     | 6   | Christopher Bell    | 137 (–17) |
| 1     | 7   | Denny Hamlin        | 125 (–29) |
| 7     | 8   | Ryan Blaney         | 124 (–30) |
| 1     | 9   | Kyle Busch          | 122 (–32) |
| 5     | 10  | Martin Truex Jr.    | 122 (–32) |
| 7     | 11  | Daniel Suárez       | 119 (–35) |
| 3     | 12  | Joey Logano         | 118 (–36) |
| 2     | 13  | Brad Keselowski     | 115 (–39) |
| 4     | 14  | Chris Buescher      | 112 (–42) |
| 3     | 15  | Ricky Stenhouse Jr. | 104 (–50) |
|       | 16  | Bubba Wallace       | 92 (–62)  |
| Bron: |     |                     |           |

|  | Pos | Constructeur | Punten    |
|  | --- | ------------ | --------- |
|  | 1   | Chevrolet    | 160       |
|  | 2   | Ford         | 133 (–27) |
|  | 3   | Toyota       | 132 (–28) |